# (74402) 1998 YP4
1998 واي بي 4 (ويعرف أيضًا باسم (74402) 1998 واي بي 4 وفق تسمية الكوكب الصغير) (بالإنجليزية: 1998 YP4)‏ هو كويكب ضمن حزام الكويكبات؛ وترتيبه 74402 من حيث الاكتشاف.
اكتُشف هذا الجُرم الفلكي بواسطة ماسح السماء كاتالينا في 19 ديسمبر 1998.

## وصلات خارجية
- (74402) 1998 YP4 في قاعدة بيانات مختبر الدفع النفاث لأجرام النظام الشمسي الصغيرة

- الاكتشاف · مخطط المدار ·  العناصر المدارية · المعلمات المادية

- (74402) 1998 YP4 على موقع ويكي سكاي: DSS2, SDSS, GALEX, IRAS, Hydrogen α, X-Ray, Astrophoto, Sky Map, Articles and images